# La Fonte des glaces
Pour plus de détails, voir Fiche technique et Distribution.
La Fonte des glaces est un film québécois réalisé par François Péloquin (en) sorti en 2024 et mettant en vedette Christine Beaulieu, Lothaire Bluteau et Marc Béland.

## Synopsis
L'agente de libération conditionnelle Louise Denoncourt (Christine Beaulieu) est responsable d'un programme expérimental de réhabilitation de meurtriers. Un jour, elle se voit confrontée à Marc St-Germain (Lothaire Bluteau), un tueur à gages, que son père (Marc Béland) soupçonne d’être à l’origine du décès de sa mère.

## Fiche technique
Source : IMDb et Films du Québec
- Titre original : La Fonte des glaces
- Réalisation : François Péloquin (en)
- Scénario : Sarah Lévesque, François Péloquin
- Musique : Mathieu Charbonneau
- Direction artistique : Marie-Pier Fortier
- Costumes : Ingrid Cadieux
- Maquillage : Djina Caron (en)
- Coiffure : Vincent Dufault
- Photographie : François Messier-Rheault (en)
- Son : Stéphane Houle, Frédéric Cloutier, Clovis Gouaillier
- Montage : Carina Baccanale (en)
- Production : Ziad Touma (en)
- Société de production : Couzin Films (en)
- Société de distribution : Maison 4:3
- Pays de production :  Canada
- Tournage : juin 2022 et février 2023, Montréal et ses environs
- Langue originale : français
- Format : couleur
- Genre : suspense psychologique, film policier
- Durée : 106 minutes
- Dates de sortie :
  - Canada : 14 mars 2024 (première au Cinéma du Musée à Montréal)
  - Canada : 22 mars 2024 (sortie en salle au Québec)
- Classification :
  - Québec : Visa général[2]

## Distribution
- Christine Beaulieu : Louise Denoncourt
- Lothaire Bluteau : Marc St-Germain
- Marc Béland : Yves Denoncourt
- Étienne Lou : Tien
- Pierre-Paul Alain : Jonathan
- Jean-Luc Kanapé : Normand
- Abdelghafour Elaaziz : Réda
- Ayana O'Shun : Régine Rousseau